# Yvonne Merin
Yvonne Merin (eigentlich Annelies Ruth Johanna Martha Wilhelmine Dorothee von Brandenstein; * 19. September 1921  in Ober-Röhrsdorf; † 15. Juni 2012 in Potsdam) war eine deutsche Schauspielerin.

## Leben und Werdegang
Yvonne Merin wurde als älteste von vier Töchtern des Gutsbesitzers Lothar von Brandenstein (1893–1953) und der Schriftstellerin Ruth von Ostau (1899–1966) geboren. Ihre jüngere Schwester war die Schriftstellerin Leonie Ossowski (1925–2019).
Nach einer Ausbildung am Nachwuchsstudio der DEFA wurde Merin 1949 von Regisseur Gerhard Lamprecht entdeckt, der sie in seinem Nachkriegsfilm Quartett zu fünft besetzte. Später erhielt sie vor allem Rollen in den Filmen ihres Ehemanns Kurt Maetzig. 1952 übernahm sie in Roman einer jungen Ehe unter Maetzigs Regie die Hauptrolle. Nach dem Misserfolg des als Propagandafilm verrissenen Films zog sich Merin weitestgehend als Filmschauspielerin zurück.
Zwischen 1954 und 1956 wirkte sie am Potsdamer Hans Otto Theater. Für Günter Reisch trat sie 1959 in Maibowle und 1962 noch einmal in Ach, du fröhliche … auf. Von 1959 bis 1960 absolvierte sie bei Karl Foerster in Bornim eine Ausbildung zur Gärtnerin.
Danach kehrte sie der Schauspielerei endgültig den Rücken. Ab den späten 1960er Jahren war sie als Dramaturgin und Autorin im DEFA-Dokumentarfilmstudio tätig. Dort wirkte sie zwischen 1977 und 1983 unter anderem an der Erstellung von 18 Teilen der Reihe Du und deine Gesundheit mit.
Seit 1960 war sie mit dem Regisseur Armin Georgi verheiratet und hieß fortan Yvonne Georgi-Merin.

## Filmografie
- 1949: Quartett zu fünft
- 1949: Die Buntkarierten
- 1950: Der Rat der Götter
- 1952: Roman einer jungen Ehe
- 1959: Maibowle
- 1962: Ach, du fröhliche …
- 1980: Wegweiser Gesundheit: Verantwortung Erwachsener bei Alkoholmißbrauch (Dramaturgie)